# Aysanem Yusupova
Aysanem Yusupova (en uzbeko: Oysanem Yusupova, Ойсанем Юсупова; en ruso: Айсенем Юсупова) (nacida el 2 de enero de 1997) es una actriz y presentadora uzbeka. Yusupova recibió un amplio reconocimiento y aclamación en Uzbekistán después de protagonizar el drama uzbeko de Meros. Desde entonces ha protagonizado muchas películas de comedia uzbekas.

## Vida y carrera
Aysanem Yusupova nació el 2 de enero de 1997 en Nukus. Después de graduarse de la escuela en 2012, estudió en la Facultad de Derecho Estatal de Nukus. Después de graduarse de la universidad en 2016-2020, ingresó en el Departamento de Drama, Teatro y Actuación Cinematográfica del Instituto Estatal de Arte y Cultura de Uzbekistán. En 2020 ingresó al Departamento de Maestría del Instituto de Arte y Cultura y se graduó en 2022.
Yusupova comenzó su carrera por primera vez en 2012 con vídeos musicales y comerciales. En 2012, Yusupova protagonizó varios vídeos musicales y se hizo popular en Uzbekistán. El primer papel importante de Yusupova fue en la película “Maftun boʻldim 2” de 2017, que le dio gran fama. Yusupova no se detuvo ahí: en 2018 protagonizó la película uzbeka “Hayot”, que también le trajo buena suerte. En 2019, la película “Ayriliq” no le trajo suerte.
Este año, Yusupova protagonizó la película "Meros", que le dio gran fama a Yusupova. Después de un breve descanso, la película de Yusupova de 2021 “Zaynab bilqn qoling begim” le dio buena fama a Yusupova. De 2021 a 2022 protagonizó varias películas y series de televisión. Yusupova interpretó a uno de los personajes principales de la película uzbeka “Oʻzbek qizi” de 2023, que se hizo muy popular no solo en Uzbekistán sino también en Bielorrusia.
En 2023, con el papel del personaje principal de la película "Oʻzbek qizi" "Por el mejor papel femenino" en el IV Festival Internacional de Cine "Lendok" celebrado en la Federación de Rusia y en el I Festival Internacional de Cine "Taji Somon" celebrado en la República. de Tayikistán ganó la nominación.

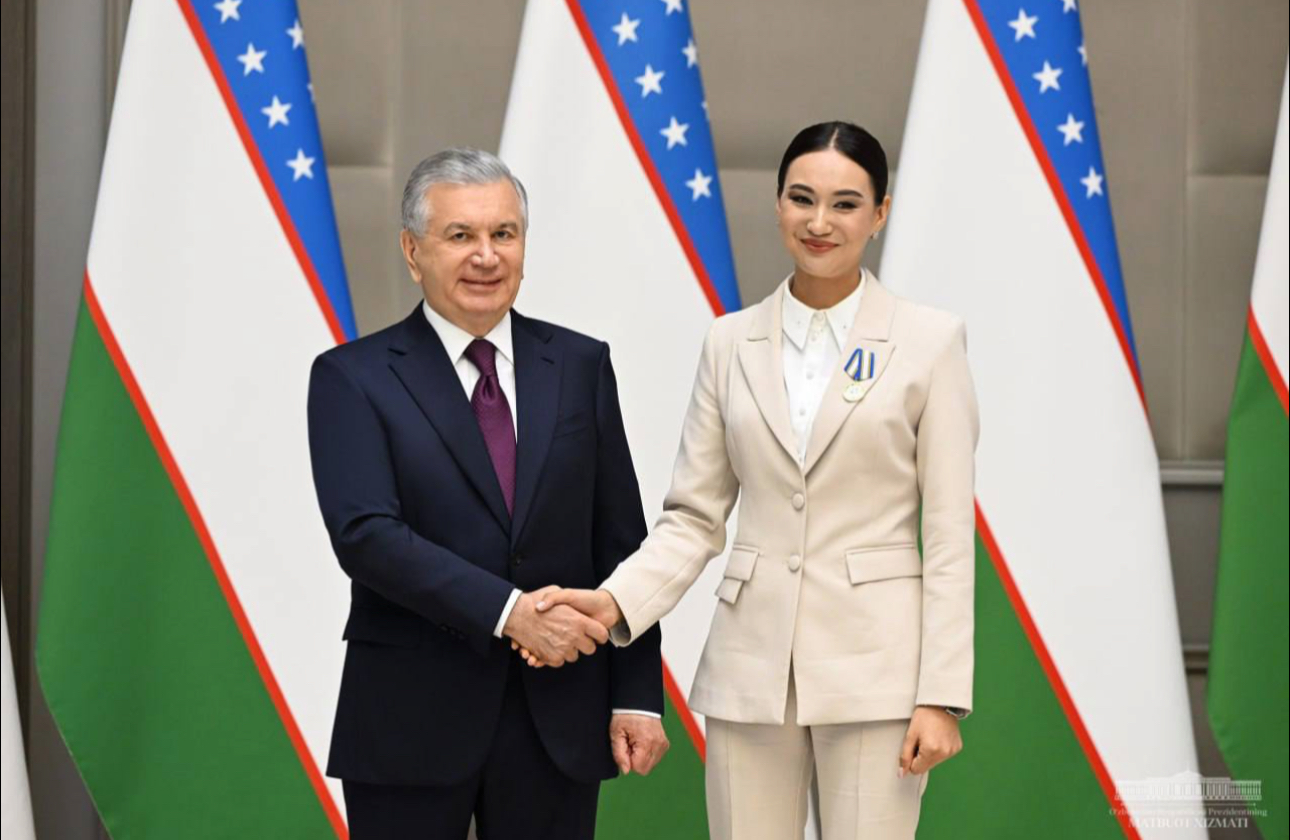
2024 Shavkat Mirziyoyev y Aysanem Yusupova en la ceremonia de premiación.

En julio de 2024 recibió el premio estatal "Creador del futuro", creado por el premiado de Uzbekistán Shavkat Mirziyoyev para apoyar a los jóvenes artistas de Uzbekistán.
Además de sus papeles en largometrajes, Yusupova también protagonizó vídeos musicales de varios cantantes uzbekos, entre los que destaca "Yomgir" de Yorkinhoja.

## Filmografía
A continuación se muestra una lista ordenada cronológicamente de películas en las que ha aparecido Aysanem Yusupova.
| Año  | Nombre en ingles   | Nombre original | Role      | Árbitra |
| ---- | ------------------ | --------------- | --------- | ------- |
| 2017 | Estaba fascinado 2 | Maftun boldim 2 | Qizlargul | [ 3 ]   |
| 2018 | Vida               | Hayot           | Lola      | [ 10 ]  |
| 2020 | Herencia           | Meros           | Oygul     | [ 11 ]  |
| 2023 | Chica uzbeka       | Oʻzbek qizi     | Jamila    | [ 12 ]  |
| 2024 | Pandemia           | Pandemiya       | Gulruh    |         |
| 2024 | Vieja niña         | Qari qiz        | Sitora    | [ 13 ]  |
| 2024 | Sevdo              | Sevdo           | Sevdo     |         |

### Series de televisión
| Año       | Nombre en ingles        | Nombre original          | Role | Árbitro |
| --------- | ----------------------- | ------------------------ | ---- | ------- |
| 2019      | Separación              | Ayriliq                  |      | [ 14 ]  |
| 2021      | Zainab y Kalin suplican | Zaynab bilan qolin begim |      | [ 15 ]  |
| 2022      | Déjalo en paz           | Yolgiz qoying            |      | [ 16 ]  |
| 2022      | Un corazon ardiente     | Olovli yurak             |      | [ 17 ]  |
| 2023-2024 | ¿No duermes?            | Uxlamaysizmi?            |      | [ 18 ]  |

### Vídeos musicales
| Año  | Title                     | Artist                 | Role  |
| ---- | ------------------------- | ---------------------- | ----- |
| 2022 | Yolgʻonchim               | Ulugbek Raxmatullayev  | Actor |
| 2022 | Yomgʻir                   | Yorqinxoʻja Umarov     | Actor |
| 2022 | Lalixon                   | Nilufar Usmonova       | Actor |
| 2022 | Bahor kelguncha           | Yahyobek Moʻmonov      | Actor |
| 2023 | Цветы                     | Yorqinxoʻja Umarov     | Actor |
| 2023 | Oyning oʻn beshi qorongʻu | Botir Qodirov          | Actor |
| 2023 | Zuhroginam                | Dadaxon Obidov         | Actor |
| 2023 | Zolim                     | Munisa Rizayeva        | Actor |
| 2023 | Kerakmas                  | Via Marokand           | Actor |
| 2023 | Yetmasmidi                | Jaloliddin Ahmadaliyev | Actor |
| 2023 | Yoʻq-Yoʻq                 | Botir Qodirov          | Actor |
| 2024 | Koʻrmasam boʻlmaydi       | Qilichbek Madaliyev    | Actor |
| 2024 | Yovuz                     | Gulasal                | Actor |
| 2024 | Dugonagdan asra meni      | Imron                  | Actor |

## Premios y reconocimientos
- Joven actriz de 2017.
- 2018 My5 Mejor Actriz Femenina
- La mejor actriz de 2019 en la ceremonia de premios MTV.
- En 2024 recibió la medalla "Constructor del futuro".[7]

| Año  | Premio                    | Категория       | Película   | Resultado |
| ---- | ------------------------- | --------------- | ---------- | --------- |
| 2019 | Etirof                    | La mejor actriz | Herencia   |           |
| 2019 | My5                       | La mejor actriz | Herencia   | Ganador   |
| 2023 | Oltin humo                | La mejor actriz | Vieja niña |           |
| 2023 | Toji Somon                | La mejor actriz | Vieja niña | Ganador   |
| 2023 | IV Xalqaro “Lendok”       | La mejor actriz | Vieja niña | Ganador   |
| 2023 | Buyuk ipak yoʻli Toshkent | La mejor actriz | Vieja niña |           |